# アステリックスとクレオパトラ (映画)
『アステリックスとクレオパトラ』（仏: Astérix et Cléopâtre）は、1968年のフランス・ベルギーのアニメーション・コメディ映画。漫画『アステリックス』のアルバム（単行本）「アステリックスとクレオパトラ」を基にしている。

## キャスト
| 役名                                                                    | 原語版声優               |
| ----------------------------------------------------------------------- | ------------------------ |
| アステリックス / イデフィックス / ギンフィス / シーザーの密偵 / ババ    | ロジャー・カレル         |
| オベリックス / クレオパトラの味見者                                     | ジャック・モレル         |
| トゥルネヴィス                                                          | ジャック・バリュタン     |
| クレオパトラの獅子 / 歌うラクダの御者 / さまざまな「奴隷」              | ジャック・ボドアン       |
| カコフォニックス                                                        | ジャック・ジュアノー     |
| ナレーター / アモンボフィス                                             | ベルナール・ラヴァレット |
| ジュリアス・シーザー                                                    | ジャン・パレデス         |
| パノラミックス                                                          | ルシアン・ランブール     |
| ヌメロビス / アブララクシクス / 傭ニア                                  | ピエール・トルネード     |
| 赤ひげ大尉 / トゥメヘリス / 石材輸送の責任者、 労働者と百人隊長コーラス | ピエール・トラボー       |
| クレオパトラ                                                            | ミシュリーヌ・ダックス   |